# 13509 Guayaquil
13509 Guayaquil è un asteroide della fascia principale. Scoperto nel 1989, presenta un'orbita caratterizzata da un semiasse maggiore pari a 2,4741522 au e da un'eccentricità di 0,0979488, inclinata di 4,11698° rispetto all'eclittica.
L'asteroide è dedicato all'omonima città ecuadoriana.